# Чулков-Чобот, Иван Васильевич
Иван Васильевич Чулков по прозванию Чобот (? — 1501) — окольничий в княжение Ивана III Васильевича.
Сын новгородского наместника (1456—1458) Василия Тимофеевича Остеева-Чулка, владельца крупной вотчины в Переславском уезде. Иван Васильевич являлся дедом боярина Ивана Яковлевича Чоботова и двоюродным племянником бездетного боярина Андрея Романовича Хруля-Остеева, который оказывал помощь в продвижении по службе.

## Биография
Происходил из дворянского рода Чулковых, потомков Ратши. Впервые упомянут (без титула) при докладе ему заёмной кабалы В. С. Лодыгина на землю в Переяславском уезде (1488/89). Встречал посла императора Священной Римской империи Максимилиана — Георга Делатора (июль 1490). Ездил к псковичам с поклоном от Ивана III и объявлял им прощение за «дерзости». Жители Пскова «честь ему подавали от хлеба и от мёда много, а на ответ дали ему поминок 10 рублей». Упомянут среди окольничих на коронации Дмитрия Ивановича Внук (февраль 1498). Пожалован в окольничии (1500). Упоминается окольничим в числе гостей на свадьбе (1500) князя Василия Даниловича Холмского и великой княжны московской Феодосьи Ивановны († 1501), дочери Ивана III и Софьи Палеолог. Иван Васильевич скончался († 1501).